# Sisyropa disparis
Sisyropa disparis là một loài ruồi trong họ Tachinidae.